# بلعمة (لسانيات)
مُبَلْعَمَة أو مُحَلْقَنَة أو مُزَلْعَمَة (بالإنجليزية: Pharyngealization) الصفة الثانويّة لمصوتات والصوامت، التي يحددها البلعوم أو لسان المزمار خلال نطق الصوت.

## رموز الأيجديّة الصوتيّة الدوليّة
في الأبجديّة الصوتيّة الدوليّة، يمكن الإشارة إلى الأصوات المبلعمة أو مُطْبقة بإحدى الطريقتين التاليتين:
1. بوضع علامة التلدة على الصوت الساكن المبلعم، على سبيل المثال: (ɫ) للتعبير عن اللام (l) المبلعمة.
2. باستخدام الرمز (ˤ) وهو رمز الصوت الاحتكاكي الحلقي المهموس في الأبجدية الصوتيّة الدوليّة، كحرف فوقي بعد الصوت الساكن المبلعم، على سبيل المثال: (tˤ) للتعبير عن التاء (t) المبلعمة.

## الاستخدام
في اللغتين العربيّة والسريانيّة يتم بلعمة الأصوات النطعية أو التاجيّة كالدال والتاء التي تصبح بعد البلعمة ضاد وطاء، كما يتم بلعمة بعض الصوامت في كثير من اللغات القوقازية الشمالية الغربية كالأوبيخيّة، في بعض اللغات الخويسانيّة ولغات سكان أمريكا الأصليّون يتم بلعمة الكثير من المصوتات.